# Cyphonistes vallatus
Cyphonistes vallatus är en skalbaggsart som beskrevs av Christian Rudolph Wilhelm Wiedemann 1823. Cyphonistes vallatus ingår i släktet Cyphonistes och familjen Dynastidae.

## Underarter
Arten delas in i följande underarter:
- C. v. septentrionis
- C. v. guineensis
- C. v. deserti
- C. v. burgeoni